# لئو کیوسو
لئو کیوسو (ایتالیایی: Leo Chiosso؛ ‏ ۸ اوت ۱۹۲۰ – ۲۶ نوامبر ۲۰۰۶) ترانه‌سرا، فیلم‌نامه‌نویس، نمایشنامه‌نویس، پدیدآور اهل ایتالیا بود که بیشتر بابت همکاری‌اش با فرد بوسکالیونه شناخته می‌شود.
از فیلم‌هایی که وی در آن نقش داشته‌است، می‌توان به برادر تاتسیو، اهل ولتری، خداحافظ جوانی و مردان خشن اشاره کرد.